# يوديت غال عيزر
يوديت غال عيزر (بالعبرية: יהודית גל-עזר‏) هي عالمة كمبيوتر إسرائيلية ومعلمة لعلوم الكمبيوتر، وهي معروفة بتطويرها لمنهج علوم الكمبيوتر في المدرسة الثانوية في إسرائيل.
وعملت بروفيسورة في جامعة إسرائيل المفتوحة. 

## دراستها ومهنتها
تخرجت غال عيزر من جامعة تل أبيب عام 1968، وحصلت على درجة الدكتوراه في الرياضيات التطبيقية هناك عام 1978. درست أيضًا للحصول على دبلوم في علوم الكمبيوتر هناك من 1983 إلى 1985. وعملت كأستاذ مساعد في جامعة تل أبيب من 1980 إلى 1985، والتحقت بهيئة التدريس في الجامعة المفتوحة في عام 1990. وتقاعدت في عام 2016. 

## مساهمات
وهي أحد مؤسسي قسم علوم الكمبيوتر في الجامعة المفتوحة في إسرائيل.  وعملت كرئيسة لقسم الرياضيات وعلوم الكمبيوتر ونائبة الرئيس للشؤون الأكاديمية في الجامعة المفتوحة، ومستشارة الرئيس لقضايا المرأة والنوع الاجتماعي.  كانت أيضًا رائدة في تطوير مناهج علوم الكمبيوتر بالمدرسة الثانوية في إسرائيل لأكثر من 25 عامًا. 

## التقدير
فازت في عام 2017 بجائزة إيه سي إم كارل في كارلستروم للمعلمين المتميزين، «لدورها المركزي في تطوير منهج رائد لعلوم الكمبيوتر في المدارس الثانوية، وأبحاثها المتميزة في تعليم علوم الكمبيوتر، وخدمتها المكثفة لمجتمع التعليم». 